# Denník N
Denník N est un quotidien slovaque et un site d'information fondé en 2014 par les anciens membres du comité de rédaction de SME.

## Histoire
En 2014, le Namav, un sujet soutenu par le groupe Penta Investments (en), annonce le rachat de Petit Press, l'éditeur du journal SME. En réaction, une grande partie de la rédaction annonce sa démission, dont le rédacteur en chef, Matúš Kostolný. Il déclare : « Nous quittons SME et nous essaierons de créer un nouveau média dont personne ne soupçonnera qu'il sert quelqu'un d'autre que les lecteurs. »
À l'instar du journal slovaque, le journal tchèque au nom similaire Deník N (en) est créé en 2018. Denník N en détient 33,3 % des actions et lui apporte son savoir-faire.
En 2024, Denník N emploie une équipe de 130 personnes et peut compter sur 70 000 abonnés payants.
Denník N publie en mars 2019 les journaux de discussion sur l'application Threema de l'homme d'affaires slovaque Marián Kočner, qui prouvent qu'il a pu mener des activités criminelles de grande envergure pendant des années avec la tolérance ou l'aide active de nombreux hommes politiques, procureurs et juges slovaques. Kočner est désigné comme étant le commanditaire présumé de l'assassinat des journalistes d'investigation Ján Kuciak et Martina Kušnírová. Ce meurtre avait déclenché la crise politique de 2018 en Slovaquie.